# Раздел Техаса
Раздел Техаса является, главным образом, историческим движением, которое выступает за разделение американского штата Техас на пять штатов, как законодательно разрешённых, предусмотренных в резолюции о принятии бывшей Республики Техас в составе США в 1845 году.
Техасские дивизионисты утверждают, что разделение их штата было бы желательно, потому что, как второй по величине и второй по численности населения штат США, Техас слишком большой для эффективного управления как один политический блок, или что в ряде штатов техасцы хотели бы получить больше власти на федеральном уровне в частности, в Сенате.
Раздел Техаса был часто предлагаем в первые десятилетия государственности штата, особенно в десятилетия до и после американской Гражданской войны, в которой Техас отделился от Союза и примкнул к Конфедерации.

## Штат Джефферсон
Поскольку Акт Приёма Техаса в Союз позволяет штату разделить себя, законопроект был внесён в Законодательное Собрание Техаса в 1915 году для того, чтобы создать штат Джефферсон, составленный из Техасского выступа.

## Штат Линкольн
Другой штат, который был назван «штат Линкольн» был в Техасе после Гражданской войны. Он был предложен в 1869 году, как выделенная из территории Техаса площадь к юго-западу от реки Колорадо. В отличие от многих других предложений раздела штата периода реконструкции Юга, это было представлено в Конгресс, но, как и другие, провалилось.

## Федеральное конституционное положение
В постановлении 1845 года говорится, что раздел проводится «в соответствии с положениями Федеральной Конституции». Статья IV, Раздел 3 Конституции США прямо запрещает Техасу, или любому другосу штату делиться и формировать небольшие образования без одобрения Конгресса. В соответствующем разделе написано «новые штаты могут быть приняты Конгрессом в этот союз, но никаких новых штатов или возведённых в пределах юрисдикции любого другого штата, ни одного нового штата на стыке двух или более штатов или частей штатов, без согласия законодательных собраний заинтересованных штатов, а также Конгресса». В то время как противники утверждают, что Конституционное положение потребует одобрения Конгресса новых штатов, образовавшихся на техасской территории, сторонники утверждают, что разрешение 1845 года, как это было в законопроекте, который принят обеими палатами Конгресса, выступает в качестве «предварительного одобрения» в соответствии с положениями Конституции для формирования таких штатов. Техас присоединился к США как самостоятельный и суверенный штат, а не как территория США, сецессия и последующее возвращение в Союз в качестве одного из США изменили особые обстоятельства, при которых Техас присоединился к США.